# Egon Gabrijelčič
Egon Gabrijelčič (Egon Alois Josef), avstro-ogrski častnik, nadporočnik, * 3. junij 1888, Tolmin, † 4. februar 1915, Kurimka (Slovaška), na fronti v Galiciji kot poveljnik stotnije 97. Tržaškega pehotnega polka.

## Življenjepis
Egonov oče Mihael Gabrijelčič je bil sodnik v Tolminu, Gorici, Trstu in Dunaju, kjer je 1909 postal dvorni svetnik. Oče je bil poročen s Tolminko Terezijo Premerstein. V zakonu sta imela tri sinove: Egona, Jožefa in Mihaela ter hčerko Emilijo Matildo Juliano. Egon leta 1908 v Mariboru končal kadetsko šolo za pehotne častnike, in kot praporščak začel vojaško kariero 18. Avgusta 1908 v 97. pehotnem polku v Trstu. S 1. majem 1915 je bil praporščak Gabrijelčič povišan v poročniški čin. Za svojo aktivno vojaško službovanje je v letu 1913 prejel prvo odlikovanje in sicer spominski mobilizacijski križ.
Ob pričetka 1. svetovne vojne je Egon s svojo enoto, 97. tržaškim pehotnim polkom, 12. avgusta 1914 odšel v Galicijo na rusko fronto. Dne 26. avgusta je pri tamkajšnji vasici Kniaže doživel ognjeni krst. V tej prvi bitki so poleg tržaškega pehotnega polka sodelovali tudi drugi t. i. slovenski polki (predvsem 87. celjski pešpolk in 20. lovski bataljon). Za hrabro držo v bojih koncem leta 1914 je bil odlikovan s “Signum laudis” in povišan v čin nadporočnika. Konec novembra in v začetku decembra 1914 se je bojeval na prelazu Dukla v Karpatih. V začetku februarja 2015 so pripadnike 97. Tržaškega pehotnega polka poslali, da obranijo položaje pri Kiskurimi (sedaj imenovano Kurimka) na vzhodu Slovaške, takrat pa še Ogrske. Tu je nadporočnik Gabrijelčič povedel in vodil svojo enoto pri obrambi visokega hriba Krasna gora, ki je bila strateškega pomena. Pri tem je Egon pokazal izredno hrabrost in iznajdljivost, kar ga je stalo življenja, saj so ga ruski rafali zadeli kar 10 krat. Za hrabrost so ga posthumno odlikovali s podelitvijo reda železnega križca III. stopnje z vojno dekoracijo. O njegovem junaštvu in hrabrosti je pisalo avstrijsko časopisje (Wiener Bilder) kot tudi slovenski časopisi (Slovenec, Slovenski narod in Ljubljanski zvon).